# 세 손가락 경례 (세르비아)

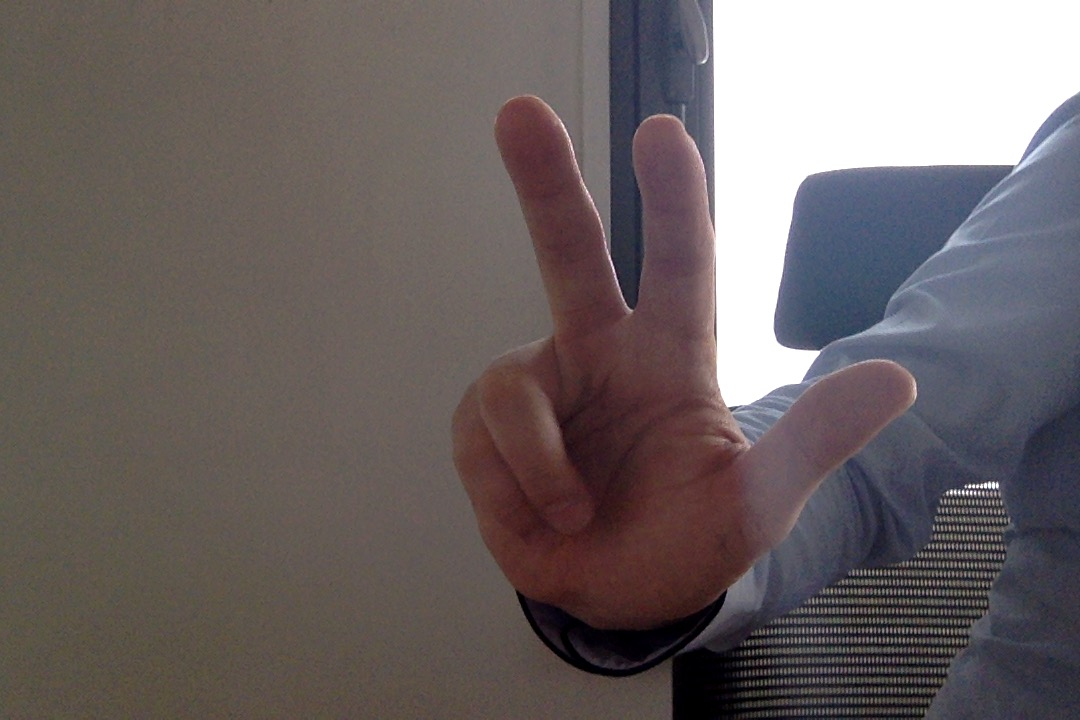
세 손가락 경례

세 손가락 경례(세르비아어: поздрав са три прста pozdrav sa tri prsta); 또는 세 손가락(세르비아어: три прста tri prsta)은 흔히 세르비아식 경례(세르비아어: српски поздрав srpski pozdrav)로 알려져 있으며, 엄지손가락, 집게손가락, 가운뎃손가락을 펴서 하는 경례이다. 원래는 삼위일체를 표현하며, 맹세에 사용되었고, 세르비아 정교회의 상징이었다. 오늘날에는 단순히 제스처로, 세르브인의 독특한 표식이며 세르비아 국가에 대한 소속감을 나타내는 상징이다.
이 경례는 보통 세르비아 국기와 함께 사용되며, 여러 의미론적 층위를 통해 역사적 의미를 나타내고, 동시에 세르비아 민족주의의 상징으로도 사용된다. 그러나 이 경례의 의미는 다양하다. 비록 민족주의자들에게 널리 사용되었지만, 그것이 독점될 수는 없다. 공격적인 민족주의적 함의 없이 스포츠 행사 등에서 사용되기도 했다.

## 기원

### 정교회 상징
세르비아와 정교회 전통에서 숫자 3은 매우 중요하다. 동방 정교회에서는 십자성호를 그을 때 세 손가락을 사용하며, 이는 삼위일체를 상징한다. 세르브인들은 선서할 때 역사적으로 세 손가락(십자성호를 그을 때처럼 모아서)을 사용했으며, 공식 및 종교 행사에서는 "나의 성삼위"(수도 미 트로이스바 / Svetog mi Trojstva) 또는 "명예로운 십자가와 황금 같은 자유를 위해"(자 크르스트 차스니 이 슬로보두 즐라트누 / za krst časni i slobodu zlatnu)라는 인사와 함께 사용했다. 이 경례는 종종 양손을 머리 위로 들어 올리는 방식으로 행해졌다. 세르비아 농민들은 발칸 문화에서 "명예의 중심"인 얼굴에 세 손가락을 들어 올려 맹세를 봉인했다. 세르비아 속담에는 "세 손가락 없이는 십자가가 없다"(네마 크르스타 베즈 트리 프르스타 / nema krsta bez tri prsta)는 말이 있다. 카라조르제는 모든 사람들이 "세 손가락을 공중에 들어 올려" 맹세한 후 오라샤츠 의회에서 제1차 세르비아 봉기의 지도자로 임명되었다.
세 손가락은 19세기 세르브인 정체성의 상징으로 여겨졌다. 녜고시는 1847년 산의 화환의 중심 주제인 세르브인들의 이슬람화에 대해 이야기하면서 "세 손가락으로 십자를 긋는 것이 남아있지 않다"고 언급했다. 1888년 파야 요바노비치의 그림 타코보 봉기에는 밀로시 오브레노비치가 전쟁 깃발을 들고 세 손가락으로 경례하는 모습이 묘사되어 있다. 세르브인들이 세 가지 신앙(정교회, 가톨릭, 이슬람)을 가졌다고 주장한 두브로브니크의 세르비아-가톨릭 운동은 자신들에 따르면 "세 손가락으로 십자를 긋는 세르브인들만이 진정으로 믿는다"고 말하는 범세르브주의자들을 비판했다. 1901년에 출판된 단편 소설은 세르비아 전제군주가 실라지 가문의 일원과 만나 십자를 긋는 올바른 방법에 대해 논의한 후 프란치스코회 수도사들이 전제군주의 세 손가락을 잘라내는 이야기를 다룬다.
세르비아 대주교 니콜라이 벨리미로비치는 "그리하여 하느님께서 우리를 도우소서!"라는 인사와 함께 세 손가락을 들어 올리는 세르비아식 경례를 요청했다. 1937년, 벨리미로비치는 유고슬라비아에서 국가와 종교의 분리를 지지하는 가톨릭에 항의하는 설교를 "세 손가락을 들어 올리세요, 정교회 세르브인들이여!"라고 외치며 시작했다.
제2차 세계 대전 중, 크로아티아 독립국의 가톨릭 교회는 세르브인들이 세 손가락으로 십자를 긋는 것을 포기하도록 요구했다. 체트니크가 유고슬라비아 파르티잔에게 보낸 편지에는 진정한 정부는 런던(망명 중)에 있으며, 세 손가락으로 십자를 긋지 않는 모든 이들을 죽일 것이라고 강조했다. 우스타샤 노래 중에는 "세 손가락으로 긋는 십자가는 사라졌다"(Nesta krsta sa tri prsta)는 가사가 있었는데, 이는 무슬림의 매일 정화 의식과 정교회의 십자성호 방식 모두를 지칭했다.

### 현대적 형태
세르비아 개혁 운동 정당의 지도자 부크 드라슈코비치는 2007년 인터뷰에서 1990년 당 창립 회의에서 파야 요바노비치의 그림에서 영감을 받아 처음 사용했다고 말했다. 1991년 베오그라드 시위 동안, 세 손가락은 드라슈코비치의 지지자들에 의해 대규모로 사용되었는데, 이는 세르비아 개혁 운동이 정부에 제시한 세 가지 요구 사항을 나타냈다.

## 사용
오늘날 이 경례는 거리 시위와 축하 행사, 선거 운동 중 집회(거의 모든 세르비아 정당 구성원과 지지자들이 사용), 스포츠 행사 및 개인 축하 행사(결혼식 및 생일 파티) 등 다양한 행사에서 사용된다.
세르비아 선수들의 사용이 특히 두드러진다. 세르비아 테니스 선수 노바크 조코비치는 종종 승리 후 세 손가락을 들어 올린다.
1990-91년 유러피언컵에서 우승한 FK 츠르베나 즈베즈다 팀의 유명한 사진에는 8명의 선수가 세르비아식 경례를 사용하고 있으며, 크로아티아 선수 로베르트 프로시네치키는 그러지 않았다.
유로바스켓 1995에서 우승한 후, 세르비아 몬테네그로 남자 농구 국가대표팀 전체가 세 손가락을 들어 올렸다. 알렉산다르 조르제비치는 세 손가락을 "도발하려는 것이 아니라. 단지: 그것이 세르비아이고, 우리이고, 나 자신이다 – 그 이상은 아니다. 그것은 나의 자부심이다."라고 말했다.
세르비아 수구 선수 알렉산다르 샤피치는 2007년에 "나는 그것이 전쟁에서 군인들에 의해 사용되었다는 것을 알지만, 내가 누군가를 미워해서 세 손가락을 올리는 것은 아니다. 나는 모든 민족을 존중하고, 내 마음에 무엇이 있는지 안다."고 말했다.

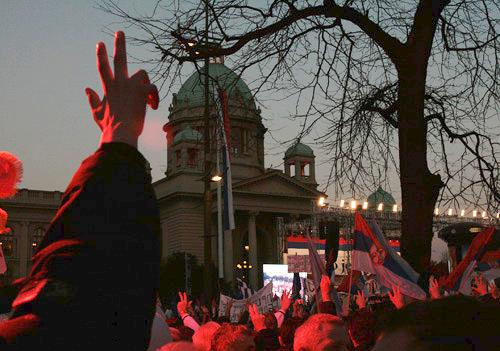
2008년 코소보는 세르비아 집회 베오그라드
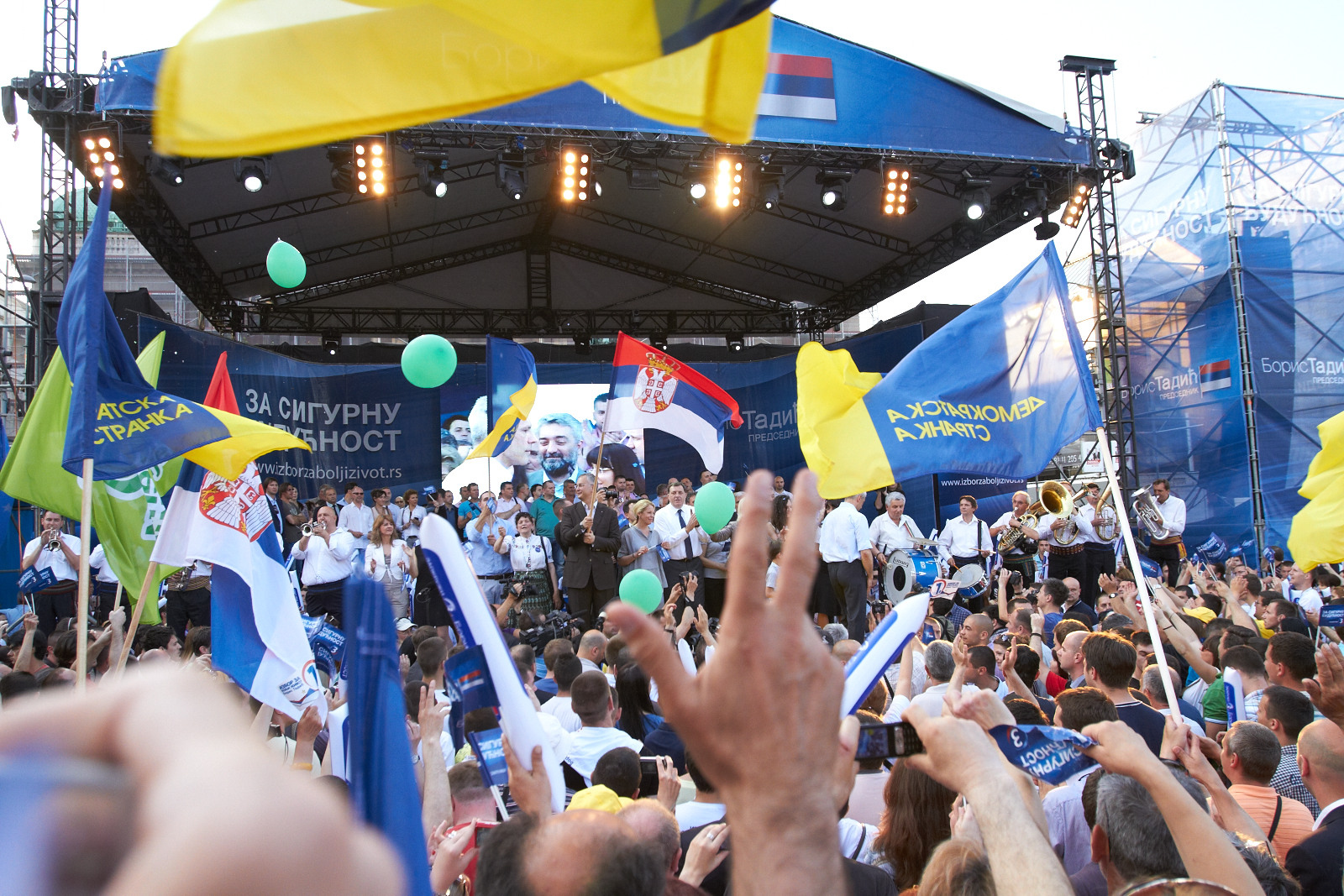
2012년 보리스 타디치 선거 집회
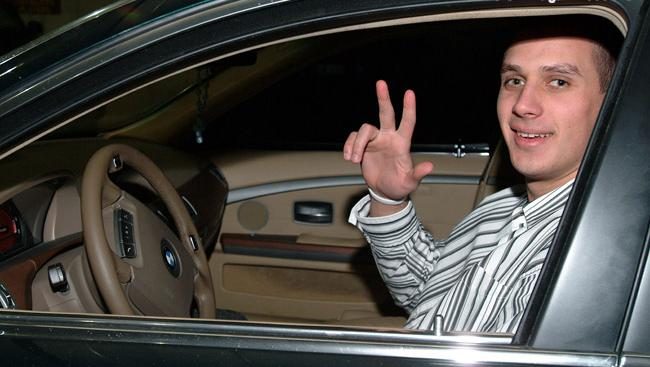
NBA 농구 선수 알렉산다르 파블로비치가 세 손가락 경례를 보여주고 있다
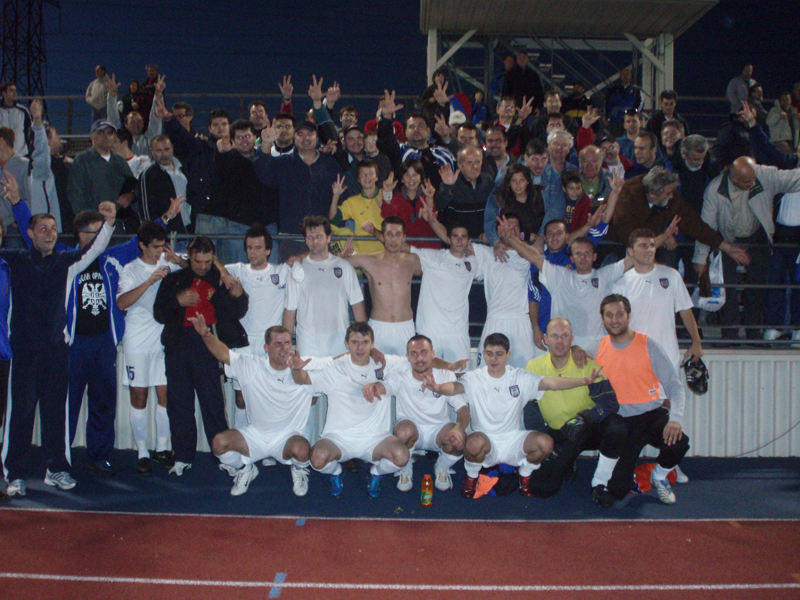
세르비안 화이트 이글스 FC 선수들과 팬들이 승리를 축하한다

## 논란
1998년 세르비아 일간지 폴리티카는 "이미 폐쇄된 주먹, 펼쳐진 손바닥, V 사인과 함께 행성 제스처 목록에 들어간" 경례의 "오랜 악마화"에 대해 이야기하는 기사를 실었다.
과거 세르브인들과 전쟁을 벌였던 크로아트인, 보슈냐크인, 코소보 알바니아인들은 이 경례를 도발적이라고 생각한다.

### 유고슬라비아 전쟁
유고슬라비아 전쟁 동안, 이 경례는 세르브인 상징으로 널리 사용되었다. 보스니아 전쟁 전, 보스니아 세르브인들은 세 손가락을 든 포스터를 통해 1991년 보스니아 세르브인 국민투표에 투표하도록 장려되었다. 전쟁 중, 세르비아 군인들은 세 손가락을 승리의 신호로 들어 올렸다.
1994년 러시아 평화유지군이 사라예보에 진입했을 때, 그들은 세르브인 부대를 맞이할 때 이 경례를 사용했고, 이 때문에 친세르브인으로 낙인찍혔다. UNPROFOR는 세르브인들을 맞이할 때는 세르비아식 경례를, 보슈냐크인들을 맞이할 때는 V 사인을 사용하여 공정함을 보였다.
2006년, 유엔은 구 유고슬라비아 국제형사재판소의 IT-00-39-T 사건을 발표했는데, 여기에는 1992년 7월 20일 케라템, 오마르스카, 트르노폴레 마을에서 세르비아 군과 경찰이 보슈냐크인과 크로아티아 민간인들에게 저지른 여러 잔혹 행위가 묘사되어 있다. 구금된 사람들은 처형되거나, 굴욕을 당하거나, 보스니아 국기에 침을 뱉고 세 손가락 사인을 하도록 강요당했다.
비세르브인 포로들이 이 경례를 하도록 강요받은 사례도 있었다. 스레브레니차 학살에 대한 BBC 다큐멘터리에 따르면, 보스니아 세르브인 병력은 보스니아 민간인들을 버스에 태워 티스카 마을로 이송했다. 이동 중에 민간인들은 체트니크가 세 손가락 기호를 보이는 것을 보았고, 도착하자 세르비아 경찰은 그들에게 금과 보석을 넘겨주도록 강요하며 여성의 가슴을 자르겠다고 위협했다.
2008년 보스니아 신문 오슬로보제녜는 라도반 카라지치의 체포를 보도했다. 이 신문은 스릅스카 공화국의 지도자들을 전시 지도자들과 비난적으로 비교하며, 밀로라드 도디크가 카라지치 옆에 있는 사진과 전쟁 중 세 손가락 경례를 하는 도디크의 사진을 전면에 실었다.
1999년, 휴먼 라이츠 워치는 페치에 있는 코소보 해방군 행정부로부터 세르비아 군인들이 돌격 소총을 들고 세 손가락 경례를 하며 불타는 집 앞에 서 있는 사진을 입수했다. 코소보 해방군 관계자들은 휴먼 라이츠 워치에 이 사진들이 그 해 초 세르비아군이 코소보에서 철수 한 후 페치 지역의 세르브인 주민들의 집에서 발견되었다고 말했다.
1999년 세르비아 NATO 폭격 후, 콜린 우다드는 백악관 맞은편 펜실베이니아 애비뉴 공원을 가득 메운 수천 명의 세르비아계 미국인들이 군모를 쓰고 세 손가락 경례를 하며 "코소보는 세르비아다"와 "폭격을 멈춰라"를 외쳤다고 썼다.
2001년 코소보 전쟁 종전 후, 프레셰보, 메드베자, 부야노바츠 해방군 병력은 코소보군에 항복할 예정이었으나, 세르비아 장군들이 세르비아식 세 손가락 경례를 하며 퍼레이드를 벌이는 마을로 실수로 차를 몰고 들어간 프레셰보, 메드베자, 부야노바츠 해방군 고위 지휘관(코소보군과의 합의에 반대했던)이 세르비아군에 의해 사살되는 사건이 발생했다.

### 최근 논란
유로비전 송 콘테스트 2007 우승자 마리야 셰리포비치는 득점을 축하할 때 이 경례를 사용했다. 논란이 된 것은 보스니아 시청자들로부터 최고점인 12점을 받았을 때 이 경례를 사용했는데, 이후 보스니아 언론은 이를 직접적인 도발로 보도했다. 스웨덴-세르비아 국민 협회는 이를 '터무니없다'고 부르며, 이 경례를 그렇게 오해해서는 안 되며, '변형된 V 사인'에 불과하다고 보아야 한다고 말했다. 비록 세 손가락 경례가 V 사인보다 오래된 것임에도 불구하고.
2007년 크로아티아의 세르비아 소수 정당 대표인 라데 레스코바츠는 부코바르 주변에 그가 경례를 하는 모습이 담긴 선거 포스터가 붙으면서 논란을 일으켰다.
2001년, 호주 축구팀 퍼스 글로리의 바비 데스포토프스키 (마케도니아계)는 멜버른 나이츠 홈 경기에서 주로 크로아티아계 호주인 관중에게 경례를 하고 싸움을 유발하여 호주 축구 연맹으로부터 제재를 받았다. 이후 데스포토프스키와 감독 베른트 슈탕게는 나이츠 팬들에게 폭행을 당했고, 다음 경기 일정이 론세스턴으로 변경되었다.
두슈코 토시치가 베식타시 JK 소속으로 UEFA 유로 2016 예선 I조에서 세르비아가 알바니아를 상대로 승리한 원정 경기 후 경례를 사용하자 튀르키예에서 논란이 일었다. 베식타시 팬들은 소셜 미디어를 통해 그를 위협했다.
2022년 FIFA 월드컵에서 FIFA는 1990년대 분쟁 지역이었던 크로아티아의 세르브인 지역에서 태어난 캐나다 골키퍼 밀란 보르얀을 조롱한 크로아티아 팬들을 상대로 징계 절차를 시작했다. 팬들은 제2차 세계 대전 중 크로아티아와 보스니아에서 세르브인, 롬인, 유대인을 학살한 친나치 정권을 지칭하며 '보르얀은 우스타샤다'라고 외쳤다. 이에 대한 반응으로 그는 세 손가락 경례를 보였다.

## 같이 보기
- 세르비아의 국가 상징
- 슈부어한트